# Liste des ambassadeurs d'Estonie en Croatie
L’ambassadeur d'Estonie en Croatie est le représentant légal le plus important de l'Estonie auprès du gouvernement croate. Il n'est pas résident, l'ambassade compétent ayant été situé à Prague (depuis 2017), Budapest, Tallinn et Rome.

## Ambassadeurs successifs
| Début             | Fin             | Ambassadeur             | Résidence                                | Observations |
| ----------------- | --------------- | ----------------------- | ---------------------------------------- | --- |
| 2003              | 2006            | Toivo Tasa              | Budapest                                 | cf. relations entre l'Estonie et la Hongrie |
| 2006              | 2010            | Miko Haljas             | Budapest                                 | cf. relations entre l'Estonie et la Hongrie |
| 17 décembre 2010  | 3 novembre 2015 | Priit Pallum            | Budapest (2010-2014) Tallinn (2014-2015) | L'ambassade se trouvait à Budapest entre le 17 décembre 2010 et le 29 septembre 2014 (cf. relations entre l'Estonie et la Hongrie) puis fut déplacé à Tallinn entre le 30 septembre 2014 et le 3 novembre 2015. |
| 1er décembre 2015 | 6 juin 2017     | Celia Kuningas-Saagpakk | Rome                                     | cf. relations entre l'Estonie et l'Italie |
| 7 juin 2017       | en cours        | Sten Schwede            | Prague                                   | cf. relations entre l'Estonie et la République tchèque |

## Sources